# Saponaria emineana
Saponaria emineana är en nejlikväxtart som beskrevs av Gemici och Kit Tan. Saponaria emineana ingår i släktet såpnejlikor, och familjen nejlikväxter. Inga underarter finns listade i Catalogue of Life.